# Oneworld
Oneworld je jednou ze tří největších světových aliancí leteckých společností. Společnost se sídlem v americkém New Yorku byla založena 1. února 1999. Zakládajícími členy aliance byly letecké společnosti American Airlines, British Airways, Canadian Airlines, Cathay Pacific a Qantas.
Největší rozmach zažila společnost v roce 2007, kdy se k alianci jako plnohodnotní členové připojili společnosti Japan Airlines, Malév a Royal Jordanian. Navíc dalších osm společností se staly partnerskými členy.
V roce 2017 členové Oneworld zajišťovali spojení s více než 1016 destinacemi ve 161 zemích. Jejich letadla uskutečnila přes 13 800 letů denně a jejich flotila čítající 3560 letadel přepravila v roce 557,4 milionů pasažérů.

## Členové aliance
Stav členů aliance k roku 2024.

### Současní
| Letecká společnost | Země                   | Začlenění |
| ------------------ | ---------------------- | --------- |
| Alaska Airlines    | Spojené státy americké | 2021      |
| American Airlines  | Spojené státy americké | 1999      |
| British Airways    | Spojené království     | 1999      |
| Cathay Pacific     | Hongkong               | 1999      |
| Finnair            | Finsko                 | 1999      |
| Iberia             | Španělsko              | 1999      |
| Japan Airlines     | Japonsko               | 2007      |
| Malaysia Airlines  | Malajsie               | 2013      |
| Qantas             | Austrálie              | 1999      |
| Royal Jordanian    | Jordánsko              | 2007      |
| Qatar Airways      | Katar                  | 2013      |
| SriLankan Airlines | Srí Lanka              | 2014      |
| Royal Air Maroc    | Maroko                 | 2020      |

### Bývalí
| Letecká společnost | Země            | Začlenění | Opuštění |
| ------------------ | --------------- | --------- | -------- |
| LATAM Airlines     | Chile, Brazílie | 2000      | 2019     |
| Air Berlin         | Německo         | 2012      | 2017     |
| Mexicana           | Mexiko          | 2009      | 2010     |
| Malév              | Maďarsko        | 2007      | 2012     |
| Aer Lingus         | Irsko           | 2000      | 2007     |
| Canadian Airlines  | Kanada          | 1999      | 2000     |
| Mexicana           | Mexiko          | 2009      | 2017     |
| S7 Airlines        | Rusko           | 2010      | 2022     |

## Galerie

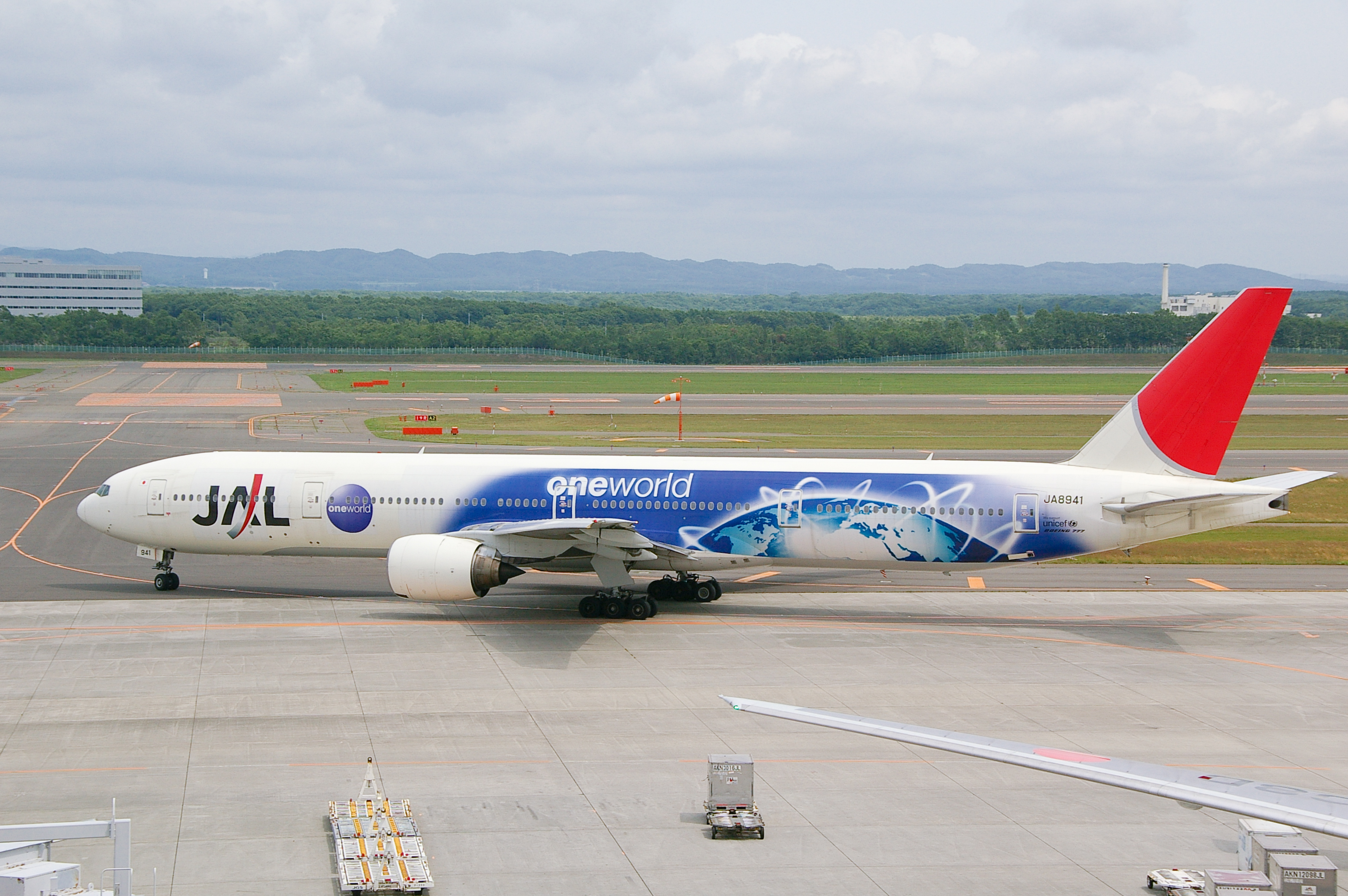
Letadlo Japan Airlines ve speciálních barvách Oneworld
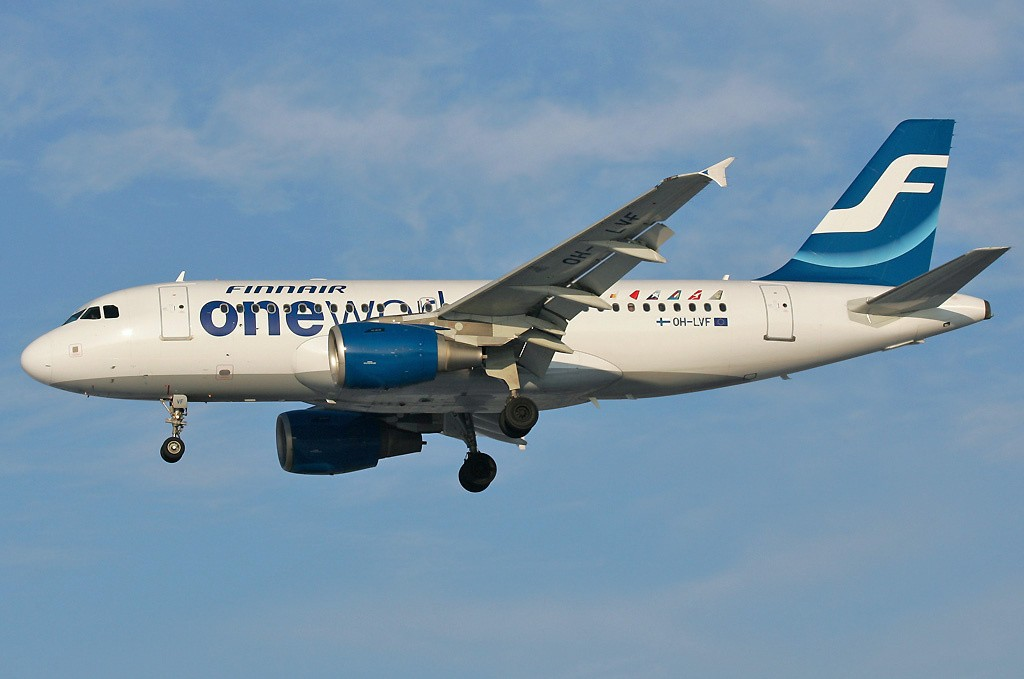
Airbus A319 společnosti Finnair v barvách Oneworld
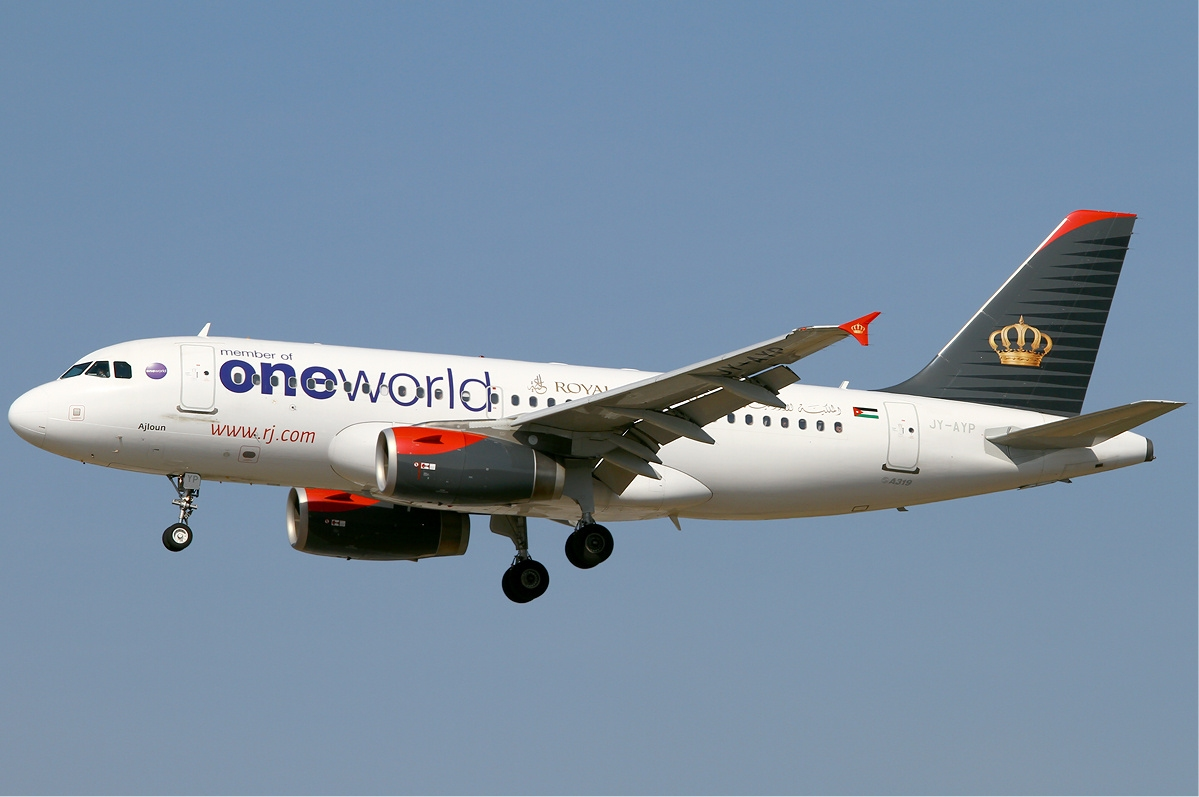
Airbus A319 společnosti Royal Jordanian v barvách Oneworld
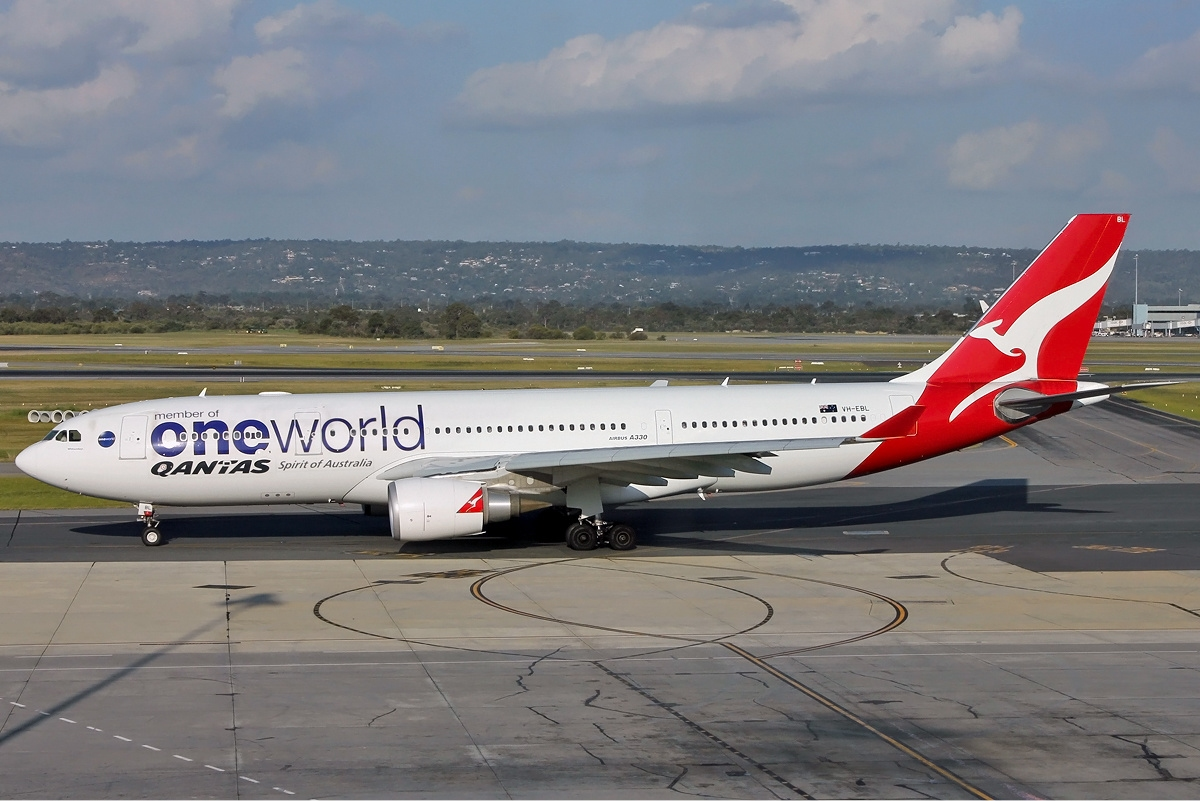
Airbus A330-200 společnosti Qantas v barvách Oneworld
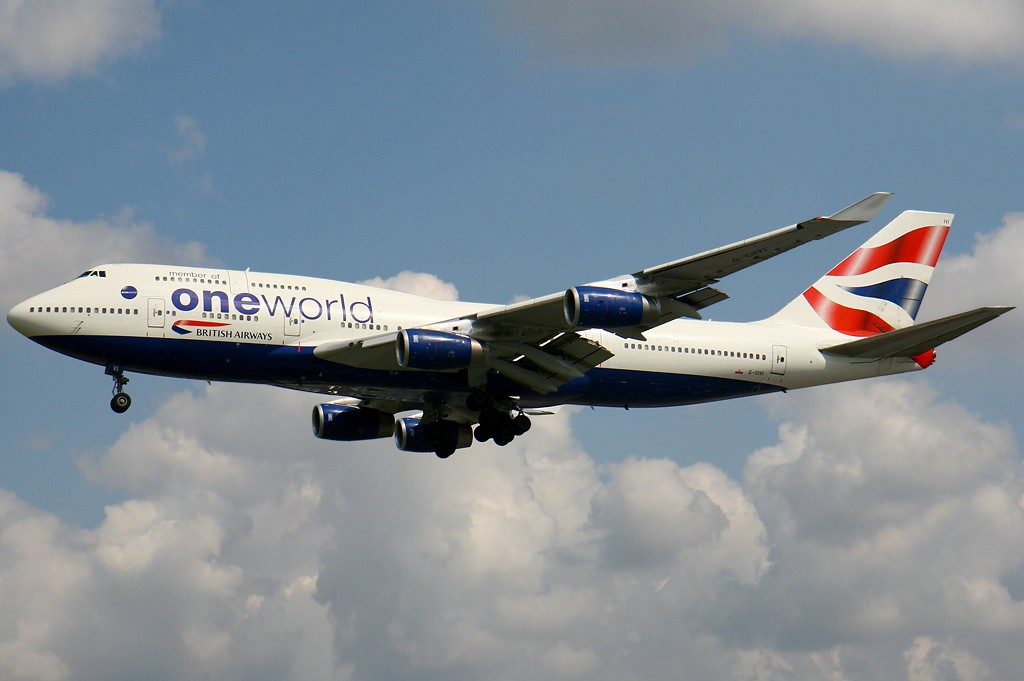
Boeing 747 společnosti British Airways v barvách Oneworld